# 川渕かおり
川渕 かおり（かわぶち かおり、7月7日 - ）は、日本の女優、声優、モーションアクター、歌手、剣舞師、演出家・殺陣師・モデル・作詞家・演出家・アクション指導家。

## 経歴
立川市にて自衛官の父と一般人の母との間に出生。妹が1人いる。獨協大学外国語学部在学中に女優としての活動を始め、主に映画や舞台に出演。並行して米山流殺陣術の米山勇樹に師事する。ソードパフォーマンスチーム『偉伝或〜IDEAL〜』を立ち上げ、演出家としても才能を発揮。2009年からはCGキャラクターの動きの基となるモーションアクターとしての活動も開始し、ファイナルファンタジーシリーズなどのゲームやアニメ、『キャプテンハーロック』などのCG映画で重要な役を担当。2017年に2B役で出演したゲーム「ニーア オートマタ」では、ジャッカスとボーヴォワール役の声優も務めた。
2020年よりNetflixで独占配信のCGアニメーション「攻殻機動隊 SAC_2045」では主役キャラクター草薙素子のモーションアクターを担当。2023年、アニメ「NieR:Automata Ver1.1a」のジャッカス役で声優としてのキャリアもスタートさせた。
2011年、東日本大震災発生をきっかけに、当時の混沌とした日本から新たな音楽とステージのスタイルを世界に提示する意味を込めて音楽ユニット『KAO=S（カオス）』結成。ボーカリストを務め、多くの作詞を手掛ける。自己の葛藤との闘いをテーマとし、川渕表現力とダイナミックな剣舞パフォーマンスを特徴とする楽曲「桜の鬼」で注目され、KAO=Sは2012年のサウス・バイ・サウスウエスト出演を機に海外進出を果たし、CNNインターナショナル番組で世界中に紹介された。これまで数多くの国々で、フェスティバル出演や国交行事イベントでの演奏、単独公演を成功に収めている。2022年、KAO=Sの山切修二と共に音楽を担当し、和楽器奏者や剣舞パフォーマーを加えた形の和風エンターテインメント集団「LADY SAMURAI'S CHAOS」を立ち上げる。リーダーを務め、スペインのアリカンテ、ドイツのフランクフルト、サウジアラビアのリヤドのステージに立ち、好評を博した。KAO=Sの山切修二と共に、同様の和風エンターテインメントショウ「TOKYO 和 CHAOS」を毎年東京都内のホールで開催しており、2023年度のショウが契機となり、2024年8月に東京で開催されたABAC国際会議ガラディナーパーティのショウでは剣舞を披露した。
国内外問わず、アクションや殺陣の指導者としても活動する他、近年では東南アジアでコスプレイヤー向けにアニメやゲームのキャラクターのモーションを教える講師としても招聘される。アーティストのMVや映画撮影現場等でのアクション指導や演出も数多く行い、出演もしている。
2018年春に、舞台出演中に左膝前十字靭帯断裂の大怪我をするも、一週間後のKAO=SのニュージーランドのSPLOREフェス出演を敢行。松葉杖でステージで歌い、激しいパフォーマンスを行う「桜の鬼」では片脚で剣舞をした。その際の写真は、同フェスのSNSで国際女性デーのトップ写真を飾った。靭帯再建手術を経て、リハビリから復帰へ向かう様子は、BS-TBSのドキュメンタリー番組「ストイック女子」で紹介された。数々の海外の中で「LADY SAMURAI」の呼名が定着した。
自身の剣舞師としての側面に焦点を当てたJames Latimer監督によるショートフィルム「LADY SAMURAI」は2019年に入り、Tokyo Lift-Off Film Festival、deadCenter Film Festival、熱海国際映画祭、CUFF.Docsなど、国内外の映画祭で次々と上映された。
以降、剣舞師・女優として海外での活動が活発化しており、オーストラリアMajestic Film制作映画「HOTEL UNDERGROUND」、ラグビーワールドカップ2019英国代表チームWEB MOVIE「Travel Fan in Japan Ep 2: Respect in Tokyo」、オーストラリアSUNTORYのTVコマーシャル「DOUBLE LEMON -196」などに出演。

## 出演作品

### 声優
RPG
- ニーア オートマタ（ボーヴォワール／ジャッカス）

アニメ
- NieR:Automata Ver1.1a（ジャッカス）

### モーションアクター
映画
- キャプテンハーロック （ケイ）
- スターシップ・トゥルーパーズ インベイジョン

RPG
- テイルズ オブ アライズ（キサラ）
- ファイナルファンタジーVII リメイク インターグレード　
- ニーア オートマタ（2B、A2、同作ではボーヴォワール、ジャッカスの声優も担当）
- ファイナルファンタジーXV（ゲンティアナ）
- ファイナルファンタジーXIII（セラ・ファロン）
- ファイナルファンタジーXIII-2（セラ・ファロン）
- The 3rd Birthday（アヤ・ブレア）
- ディシディア デュオデシム ファイナルファンタジー
- ブレイブリーデフォルト
- ドラッグオンドラグーン3（ゼロ）
- 攻殻機動隊 Virtual Reality Diver（草薙素子）
- ベヨネッタ2（ジャンヌ）
- サイコブレイク
- Fate/Grand Order VR feat.マシュ・キリエライト
- ゼノブレイド3 （エイ）
- ベヨネッタ3
- ファイナルファンタジーVII リバース（ユフィ・キサラギ）

アニメ
- 攻殻機動隊 SAC_2045（草薙素子）

### 映画、WEB MOVIE、CM
- 戦国自衛隊1549（2005年）
- 女囚701号 さそり外伝 第41雑居房（2012年8月公開、新東宝映画）（処刑人 鬼頭京子）
- 海浜警邏隊ピーチ&チェリー（海浜警邏隊ピーチこと桃井あさひ巡査）
- エクスリベンジャーズ ひきこさん ミ・ナ・ゴ・ロ・シ（2010年）
- 武蔵野線の姉妹
- LADY SAMURAI（2018年）James Latimer 監督作
- TRAVEL FAN IN JAPAN 〜Respect in Tokyo〜（2019年9月、ラグビーワールドカップ2019 英国代表チーム WEB MOVIE）
- サントリー「DOUBLE LEMON -196」Lemon Samurai編 TVコマーシャル（2021年5月〜、オーストラリア全土で放映）
- 「HOTEL UNDERGROUND」（2023年、オーストラリアMAJESTIC FILM制作）

### ラジオ
- ニッポン放送『黒木瞳のあさナビ』（2022年）※五日間ゲスト出演
- エフエム東京『山田五郎と中川翔子の『リミックスZ』』（2022年）※ゲスト出演

### テレビ
- TBS『SASUKE』『KUNOICHI』
- NolifeTV（2014年）
- BS-TBS『ストイック女子』（2019年）※怪我から復活までのドキュメンタリー
- 旅チャンネル「ごほうび温泉」（2019年）
- BSフジ『橋本マナミの東京はいすぺ女子図鑑[10]』(#13)（2020年）※COVID-19対策の為、自宅からのリモート出演[11]

### ライブ／舞台
- 2011年 IDEALKINGDOM「退魔夜行カレン〜契霊ノ理」（神宮寺カレン 役）
- 2013年 Lunar Punk vol.6「La Rossa」（ネアン役）
- 2015年 劇団GAIA_crew第10回記念本公演「LinKage 〜凜国異聞〜」（薊 役）
- 2018年  
  - 直也の会「法師ノ旅」（アラン 役）シアターΧ
  - KAO=S「川渕かおり完全復活公演~桜の鬼〜」12月 SHIBUYA PLEASURE PLEASURE
- 2019年
  - 偉伝或-IDEAL-主催公演「かぐや姫戦記」（9月27日 - 9月28日、武蔵野芸能劇場)（かぐや 役）主演・脚本・演出を担当。
  - 劇団GAIA_crew 「真説LinKage ～凜国異聞～」（12月4日 - 12月8日、シアターグリーン BIG TREE THEATER）（薊 役（朱の乱）[12]）
- 2021年
  - 「爆剣〜幕府御前試合〜」（塚原卜伝 役）　ヨコオタロウ 原作・脚本、松多壱岱 演出
- 2022年
  - 「爆剣〜東京転生死合〜」（塚原 役）　ヨコオタロウ 原作・脚本、松多壱岱 演出
  - KAO=Sプロデュース和風エンターテインメントライブ 「TOKYO 和 CHAOS」（11月29日、SHIBUYA PLEASURE PLEASURE）
- 2023年 
  - 「爆剣〜東京転生死合〜（再上演）」（塚原 役）　ヨコオタロウ 原作・脚本、松多壱岱 演
  - 偉伝或-IDEAL-主催公演「生贄姫」（5月11日 - 5月12日、STAR PINE'S CAFE）（霞 役）主演・脚本・演出を担当。
  - KAO=Sプロデュース和風エンターテインメントライブ 「TOKYO 和 CHAOS 2023」（10月17日、SHIBUYA PLEASURE PLEASURE）
- 2024年
- 偉伝或-IDEAL-主催公演
  - 「生贄姫-黄泉比良坂-」（4月、ラゾーナ川﨑プラザソル）（霞 役）主演・脚本・演出を担当。全公演完売[要出典]。
  - 「華煉獄」（9月、ウッディシアター中目黒）主演・脚本・演出を担当。
- KAO=Sプロデュース和風エンターテインメントライブ 「TOKYO 和 CHAOS 2024」（10月18日、SHIBUYA PLEASURE PLEASURE）開催予定。

### ミュージック・ビデオ出演
- 2012年  TRI4TH 「TRY AHEAD」
- 2017年  BUCK-TICK 「BABEL」
- KAO=Sの全MVに出演

### 殺陣振付・指導
- 和楽器バンド 「戦-ikusa-」[13]
- GACKT 「罪の継承 〜ORIGINAL SIN〜」[14]
- 崎山つばさ 「桜時雨」
- GARNiDELiA 「約束 -Promise code-」
- mzsrz 「アンバランス」

## 偉伝或〜IDEAL〜
偉伝或〜IDEAL〜（イデアル）は、和の殺陣と激しいダンスを融合させた新感覚アクション・ソード・パフォーマンス集団。2015年のJapan Expo（フランス）、2017年のアニメEXPO（チリ）に出演。

### メンバー
川渕かおり（主宰）、米山勇樹（「米山流殺陣術」家元）、村尾敦史、馬場梨恵子、紫野えりこ、森本拓也、伊勢参、宮園博之 

### VR動画作品
- 「天使と悪魔」「Confuse」「鬼斬丸」（いずれも2017年、DMM.com）[17]